# دهستان جوشین
دهستان جوشین(روستای جوشین) یکی از دهستان‌های استان آذربایجان شرقی است که در بخش خاروانا شهرستان ورزقان واقع شده‌است.
دهستان جوشین بر اساس تقسیمات کشوری شامل روستاهای آستمال - آوان - آوانسر - انویق - بیشک -جعفرآباد - جوشین - چشمگان - سرکش -سقای -علی‌یار - گل‌چول - گلو -نگارستان - ینگجه می باشد.